# Alvin Mendoza
Raúl Alvin Mendoza Argüello (Ciudad de México, 27 de julio de 1984) es un exfutbolista mexicano que jugaba de mediocampista, su último equipo fue el Deportivo Coatepeque de la Primera División de Guatemala.

## Trayectoria
Se formó en la cantera del Club América e hizo su debut en el Clausura 2005 contra el Atlante . A pesar de jugar con poca frecuencia, ganó su primer campeonato. ha jugado 42 partidos con 1.680 minutos. Campeón en la Primera División "A" con San Luis, equipo filial del Club América.
Para el Apertura 2008 se fue a préstamo a los Tiburones Rojos de Veracruz equipo recién descendido a la división de ascenso buscando el objetivo de ascender al máximo circuito.
Regresa a Primera División jugando para Querétaro Fútbol Club.
Volvió a las canchas luego de casi dos años y medio de no contratarse con ningún equipo y militó para el Deportivo Coatepeque de Guatemala. Su estancia fue fugaz y con más pena que gloria, por lo que pronto se dio su retiro.

### Participaciones en Copas del Mundo
| Mundial                  | Sede                   | Resultado    | PJ | G |
| ------------------------ | ---------------------- | ------------ | -- | - |
| Copa Mundial Sub-20 2003 | Emiratos Árabes Unidos | Primera fase | 3  | 0 |

## Clubes
| Club                        | País      | Año       |
| --------------------------- | --------- | --------- |
| Club América                | México    | 2003-2003 |
| San Luis Fútbol Club        | México    | 2004-2005 |
| Club América                | México    | 2005-2008 |
| Tiburones Rojos de Veracruz | México    | 2008-2009 |
| Querétaro Fútbol Club       | México    | 2010-2011 |
| Altamira Fútbol Club        | México    | 2011      |
| Deportivo Coatepeque        | Guatemala | 2014-2014 |

## Palmarés

### Campeonatos nacionales
| Título                     | Club     | País   | Año  |
| -------------------------- | -------- | ------ | ---- |
| Torneo Clausura            | América  | México | 2005 |
| Concacaf Liga de Campeones | América  | México | 2006 |
| Primera División "A"       | San Luis | México | 2005 |